# Scymnodon ichiharai
Scymnodon ichiharai — вид акул семейства сомниозовых отряда катранообразных. Эти акулы обитают в Тихом океане на глубине до 800 м. Размножаются яйцеживорождением. Максимальный размер 145 см. Не представляют интереса для рыбного промысла.

## Таксономия
Вид впервые был научно описан в 1984 году. Голотип представляет собой самца длиной 101,1 см, пойманного в 1982 году в заливе Суруга на глубине 580 м. Паратипы: самец длиной 65,5 см, пойманный на глубине 690—790 м и самцы длиной 92,4 и 74,5 см, пойманные на глубине 500 м там же, самка длиной 145 см, пойманная неподалёку от города Сено Уми на глубине 630—645 м, самец длиной 92,7 см, пойманный у берегов Тои на глубине 665—720 м, самцы длиной 89,2 и 73,3 см и самки длиной 134 и 112,5 см, пойманные донным ярусом у Хеда на глубине 675—750 м, самки длиной от 102,1до 136 см, пойманные в водах Охсе на глубине 620—720 м, самцы длиной 99 и 82 см, пойманные недалеко от Юи на глубине 800 м, самки длиной 123 и 104 см, пойманные у Михо и самцы длиной 49,2 и 38,7, пойманные рядом с городом Омаёдзаки на глубине 450—830 м.

## Ареал
Zameus ichiharai обитают в северо-западной части Тихого океана у побережья Японии. Они встречаются у дна на материковом склоне на глубине 450—830 м.

## Биология
Эти акулы размножаются яйцеживорождением. Самцы и самки достигают половой зрелости при длине 89 и 126 см соответственно. Взрослые самки длиной от 126 до 145 см вынашивали от 29 до 56 яиц диаметром 3—5 см.

## Взаимодействие с человеком
Вид не представляет интереса для коммерческого рыбного промыла. Данных для оценки Международным союзом охраны природы статуса сохранности вида недостаточно.